# Desa Campakawarna (administrativ by i Indonesien, Jawa Barat)
Desa Campakawarna är en administrativ by i Indonesien.   Den ligger i provinsen Jawa Barat, i den västra delen av landet, 100 km söder om huvudstaden Jakarta.